# Надя Расс
Надя Расс (нар. 1979, Швейцарія) — швейцарська співачка, виконавиця йодлів, предавниця нової народної музики.
Виступає як співачка з 12-ти років, викладає спів і йоделінг з 2005. З 2018 викладає йоделінг у Люцернському університеті прикладних наук (раніше йодль не викладався в університетах Швейцарії).
З 2015 разом з Мар'яною Садовською та Уті Пукінен виконують програму «European Folk Voices» (народні голоси Європи).